# Daniele Mignanelli
Daniele Mignanelli (Cantù, 10 maggio 1993) è un calciatore italiano, difensore della Dolomiti Bellunesi.

## Caratteristiche tecniche
Ha iniziato a giocare a calcio come mezzala, per essere poi progressivamente arretrato ai tempi dell'esperienza al Lecco. Terzino sinistro di spinta, ben strutturato fisicamente, ha una buona visione di gioco e un'ottima tecnica individuale. Con caratteristiche prettamente offensive, è abile nel saltare l'uomo e nei dribbling.

## Carriera
Cresciuto nei settori giovanili di Como, Legnano e Novara, disputa la prima stagione professionistica in prestito al Lecco, rendendosi protagonista di un ottimo campionato a livello individuale.
Dopo essere rimasto svincolato, viene quindi tesserato dalla Pro Patria, affermandosi come uno dei migliori giovani della Lega Pro.
Passato alla Reggiana, con cui firma un biennale, dopo una grande stagione viene acquistato per 170.000 euro dal Pescara. Collezionata una sola presenza com il club abruzzese, in Coppa Italia, il 6 gennaio 2016 torna alla Reggiana, in prestito con diritto di riscatto.
Il 6 agosto viene ceduto all'Ascoli, con cui firma un triennale. Ha segnato la prima rete in Serie B il 18 febbraio 2017, nel pareggio contro il Vicenza. Il 4 novembre, durante la partita persa contro il Carpi, riporta la frattura del malleolo mediale della gamba sinistra, subendo un stop forzato di tre mesi.
A fine luglio 2020 viene acquistato dal Modena, dove rimane una sola stagione per poi accasarsi, il 16 luglio 2021, all'Avellino. Il 10 agosto 2022 viene acquistato dalla Juve Stabia. Dopo aver vinto il campionato di Serie C con la Juve Stabia, il 30 agosto 2024 viene acquistato dalla SPAL.

## Statistiche

### Presenze e reti nei club
Statistiche aggiornate al 17 maggio 2025.
| Stagione           | Squadra             | Campionato         | Campionato | Campionato | Coppe nazionali | Coppe nazionali | Coppe nazionali | Coppe continentali | Coppe continentali | Coppe continentali | Altre coppe | Altre coppe | Altre coppe | Totale | Totale |
| Stagione           | Squadra             | Comp               | Pres       | Reti       | Comp            | Pres            | Reti            | Comp               | Pres               | Reti               | Comp        | Pres        | Reti        | Pres   | Reti   |
| ------------------ | ------------------- | ------------------ | ---------- | ---------- | --------------- | --------------- | --------------- | ------------------ | ------------------ | ------------------ | ----------- | ----------- | ----------- | ------ | ------ |
| 2012-2013          | Lecco               | D                  | 31+2       | 2          | CI-D            | -               | -               | -                  | -                  | -                  | -           | -           | -           | 33     | 2      |
| 2013-2014          | Pro Patria          | 1D                 | 25         | 0          | CI+CI-LP        | 2+2             | 0               | -                  | -                  | -                  | -           | -           | -           | 29     | 0      |
| 2014-2015          | Reggiana            | LP                 | 35+3       | 2          | CI-LP           | 2               | 0               | -                  | -                  | -                  | -           | -           | -           | 40     | 2      |
| 2015-gen. 2016     | Pescara             | B                  | 0          | 0          | CI              | 1               | 0               | -                  | -                  | -                  | -           | -           | -           | 1      | 0      |
| gen.-giu. 2016     | Reggiana            | LP                 | 14         | 1          | CI+CI-LP        | -               | -               | -                  | -                  | -                  | -           | -           | -           | 14     | 1      |
| Totale Reggiana    | Totale Reggiana     | Totale Reggiana    | 49+3       | 3          |                 | 2               | 0               |                    | -                  | -                  |             | -           | -           | 54     | 3      |
| 2016-2017          | Ascoli              | B                  | 26         | 1          | CI              | 0               | 0               | -                  | -                  | -                  | -           | -           | -           | 23     | 1      |
| 2017-2018          | Ascoli              | B                  | 22+1       | 0          | CI              | 2               | 0               | -                  | -                  | -                  | -           | -           | -           | 25     | 0      |
| ago.-dic. 2018     | Ascoli              | B                  | 0          | 0          | CI              | 1               | 0               | -                  | -                  | -                  | -           | -           | -           | 1      | 0      |
| Totale Ascoli      | Totale Ascoli       | Totale Ascoli      | 48+1       | 1          |                 | 3               | 0               |                    | -                  | -                  |             | -           | -           | 52     | 1      |
| gen.-giu. 2019     | Viterbese Castrense | C                  | 17+2       | 2          | CI+CI-C         | 0+7             | 1               | -                  | -                  | -                  | -           | -           | -           | 26     | 3      |
| 2019-2020          | Carrarese           | C                  | 21+2       | 0          | CI+CI-C         | 1+0             | 0               | -                  | -                  | -                  | -           | -           | -           | 24     | 0      |
| 2020-2021          | Modena              | C                  | 27+1       | 0          | CI              | 1               | 0               | -                  | -                  | -                  | -           | -           | -           | 29     | 0      |
| 2021-2022          | Avellino            | C                  | 26+1       | 0          | CI+CI-C         | 1+1             | 0               |                    | -                  | -                  |             | -           | -           | 29     | 0      |
| 2022-2023          | Juve Stabia         | C                  | 28+1       | 2          | CI              | 0               | 0               | -                  | -                  | -                  | -           | -           | -           | 29     | 2      |
| 2023-2024          | Juve Stabia         | C                  | 33         | 4          | CI              | 1               | 0               | -                  | -                  | -                  | SC-C        | 2           | 0           | 36     | 4      |
| ago. 2024          | Juve Stabia         | B                  | 0          | 0          | CI              | 1               | 0               | -                  | -                  | -                  | -           | -           | -           | 1      | 0      |
| Totale Juve Stabia | Totale Juve Stabia  | Totale Juve Stabia | 61+1       | 6          |                 | 2               | 0               |                    | -                  | -                  |             | 2           | 0           | 66     | 6      |
| 2024-2025          | SPAL                | C                  | 31+1       | 2          | CI-C            | -               | -               | -                  | -                  | -                  | -           | -           | -           | 32     | 2      |
| Totale carriera    | Totale carriera     | Totale carriera    | 336+14     | 17         |                 | 23              | 1               |                    | -                  | -                  |             | 2           | 0           | 375    | 18     |

## Palmarès

### Club

#### Competizioni nazionali
- Coppa Italia Serie C: 1

Viterbese: 2018-2019
- Serie C: 1

Juve Stabia: 2023-2024 (girone C)